# Shorty Awards
Os Shorty Awards, também conhecido como Shorties, é um evento anual de premiação que homenageia os melhores criadores de conteúdo em forma de curtas no micro-blogging Twitter e nas redes sociais. O prêmio primeiramente foi oferecido pela John S. and James L. Knight Foundation, e é organizado pela empresa de mídia Sawhorse Media. Desde sua criação em 2008, a premiação vem sendo expandida além do Twitter, para integrar conteúdos criados em outras redes sociais, incluindo: YouTube, Tumblr, Foursquare e Facebook.
Os usuários do Twitter indicam seis finalistas em cada categoria e um júri formado por especialistas e celebridades julgam e elegem os vencedores. A cerimônia de premiação ocorre na primavera e é transmitida ao vivo via streaming no site oficial do prêmio.  Cada prêmio é entregue pela obra do criador de conteúdo durante o ano ou por uma criação individual via tweet ou postagem.  Em 2012, a revista Forbes teve artigo sobre os Shorties: "Os Shortys reconhece que as mídias sociais podem muito mais do que obter mais seguidores. Nós estamos criando milhões de fragmentos de uma nova escrita que irá definir nossa geração. Esses escritos são criações de nossa história."

## A primeira premiação
A premiação foi criada em 2008 pelos investidores de tecnologia Greg Galant, Adam Varga, e Lee Semel da Sawhorse Media. Eles convidaram usuários do Twitter, indicando-os como melhores twitterers em categorias como comédia, notícias, culinária e design. Os vencedores foram escolhidos por mais de 30,000 twitterers durante o período de votação. Os fundadores do Twitter souberam da premiação a votação ter sido encerrada e expressaram apoio pelo evento.
O primeira cerimônia dos Shorty Awards aconteceu em 11 de fevereiro de 2009, no Galapagos Art Space no Brooklyn, Nova Iorque. Aproximadamente trezentas pessoas compareceram ao evento. O evento foi apresentado pelo âncora da CNN, Rick Sanchez e contou com a participação de notórios usuários do Twitter, como MC Hammer e Gary Vaynerchuk, e um vídeo feito por Shaquille O'Neal. 